# Józef Tokarzewicz

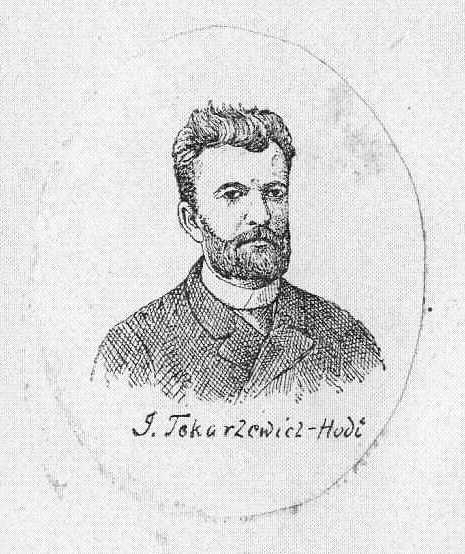
Józef Tokarzewicz – Hodi

Józef Tokarzewicz, pseud. m.in. Tok., Hodi, J.T. Hodi, Bazyli Niebiest (ur. 8 stycznia 1841 w Bielsku Podlaskim, zm. 9 sierpnia 1919 w Grodzisku Mazowieckim) – polski publicysta, prozaik, tłumacz i krytyk literacki; uczestnik powstania styczniowego (był dowódcą oddziału partyzanckiego), emigracyjny działacz niepodległościowy; po powrocie z emigracji występował przeciw socjalizmowi, głosił konieczność ugody z caratem i antysemityzm.
W młodości Tokarzewski był rewolucyjnym demokratą, z czasem jego poglądy zbliżyły się do pozytywizmu i naturalizmu.

## Życiorys
Był pierworodnym synem burmistrza Bielska Bazylego Tokarzewicza (s. Benedykta) i Joanny Kalisiewicz. Pochodził z rodziny katolickiej obrządku wschodniego (unickiej), która po zniesieniu unii przez zaborców rosyjskich w 1839 roku została wpisana w księgi parafii prawosławnej. Jego pradziadek, Jakub Tokarzewicz, był aktywny w czasie Insurekcji kościuszkowskiej i wchodził w skład powstańczego sądu kryminalnego ziemi bielskiej.
Podczas Powstania styczniowego Józef Tokarzewicz na szczeblu powiatu bielskiego pełnił przypuszczalnie funkcję księgowego bielskiego z ramienia Rządu Narodowego. Uczestniczył w walkach – na czele oddziału kosynierów złożonych z mieszczan bielskich, brał udział w przegranej bitwie pod Siemiatyczami. Następnie walczył pod Myszyńcem w oddziale Zygmunta Padlewskiego „Wojewody”, następnie w Lubelskim w oddziale Marcina Borelowskiego „Lelewela”.

Urodzony dnia 28 grudnia 1841 r. w Bielsku podlaskim, nauki elementarne odbył w szkółce parafialnej miasteczka rodzinnego, nauki zaś średnie w szkole pięcioklasowej w Drohiczynie, i w gimnazyum klasycznem w Białymstoku. Ukończywszy studya gimnazyalne w r. 1860, udał się do Moskwy, do uniwersytetu, gdzie zapisał się na wydział matematyczny, lecz słuchał wykładów prawnych i filologicznych. W roku 1863-cim wyjechał do Krakowa, zkąd udał się do Paryża, Tu, nad Sekwaną, wstąpił do wyższej szkoły na Montparnasse, z której wydalono go za redagowanie pisemka studenckiego p. t. „Montparnasse.” W r. 1866 wydawał w Paryżu pismo p. t. „Przyszłość”', w r. 1867 redagował „Gońca”, drukowanego w Genewie, i był równocześnie urzędnikiem na kolei orleańskiej, w wydziale ruchu, w r. 1868 objął redakcyę „Niepodległości” i prowadził to pismo aż do wojny francusko-niemieckiej (1870), podczas wojny zaciągnął się do gwardyi narodowej paryzkiej i służył w 207 batalionie obok b. generała b. wojsk polskich, Waligórskiego. Posądzony niesłusznie o udział w komunie, dostał się do więzienia, w którem przebył pół roku. Uwolniony, zaczął pisywać do pism galicyjskich (do „Kraju” krakowskiego) i warszawskich (do „Kłosów”) korespondencye pod pseudonimem Hodiego.
Wiosnę 1872 roku przepędził Tokarzewicz w Szwajcaryi, Belgii i Anglii. W r. 1878 redagował w Paryżu „Listy polskie”. W owym czasie wydał kilka broszur pod pseudonimem Bazylego Niebiesta („Prawa siły”, „Wstecznictwo” i in.), dopełniając skąpe dochody literackie dochodami z innych źródeł, pracował w kantorze komisowym i agencyi ogłoszeń Adama Ciborowskiego, a nawet był czas pewien zecerem w drukarni Reiffa.
Opuściwszy w r. 1882 Francyę, zwiedził Tokarzewicz Galicyę, Szlązk, Poznańskie i wrócił w r. 1883 do kraju rodzinnego. Przez dwa lata pracował w Petersburgu, w „Kraju”, następnie przeniósł się do Warszawy, gdzie zastępował w „Kłosach” Adama Pługa w r. 1886.
W roku 1894 osiadł Tokarzewicz w Grodzisku pod Warszawą, gdzie dotąd mieszka i zkąd zasila korespondencyami, artykułami i studyami pisma warszawskie.(*)
W roku 1881 wydał Tokarzewicz powieść p. t. „Pan Ślepy Paweł”, a w lat dziesięć później (w roku 1891) powieść drugą p. t. „Pan Głuchy Gaweł.”

(*) W owym okresie publikował w prasie warszawskiej m.in. recenzje powieści Henryka Sienkiewicza, Elizy Orzeszkowej, Ignacego Maciejowskiego i Klemensa Junoszy.
Zmarł 9 sierpnia 1919 w Grodzisku Mazowieckim i został pochowany na miejscowym cmentarzu.

## Prace
Wydawca i redaktor czasopism:
- Przyszłość (1866)
- Gmina (1866–67)
- Niepodległość (1869)

Opowiadania i powieści:

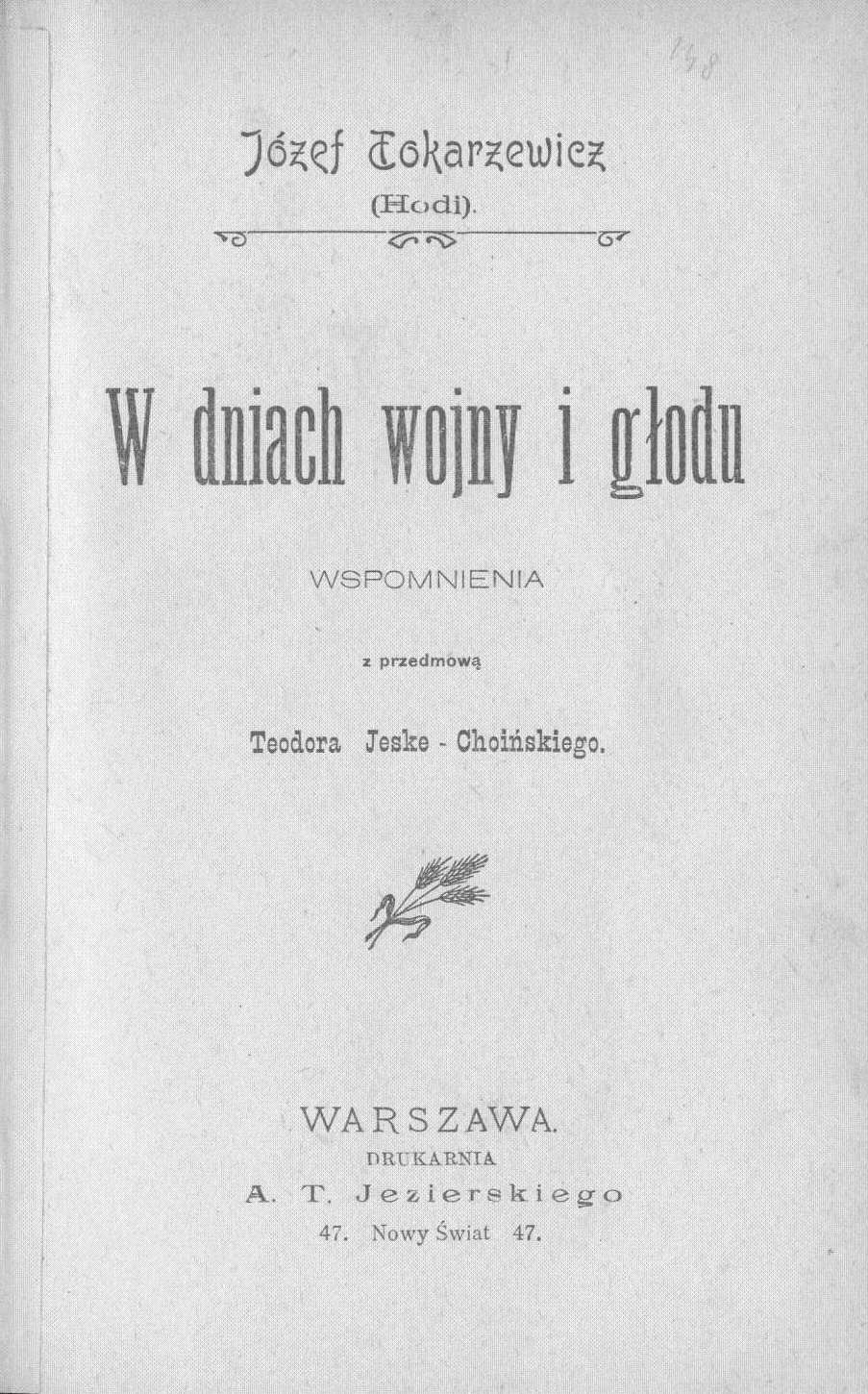
W dniach wojny i głodu (strona tytułowa, 1900)

- Pan Ślepy Paweł (1881) – powieść psychologiczno-obyczajowa, której akcja rozgrywa się na unickiej wsi podlaskiej
- Pan Głuchy Gaweł (1891) – powieść z okresu wojny francusko-pruskiej

Wspomnienia:
- W dniach wojny i głodu (1900)

Inne:
- Wstecznictwo (1870)
- Co to jest solipsyzm? (ok. 1895)
- W Montmorency, u dawnego grobowca Mickiewicza (1898)
- Wybór prac literackich (1872-1897) (1898)
- Z doświadczeń przeszłości (1899)
- Poezya polska o świcie XX-go stulecia (1900)
- Z życia poety (1900)
- Edmund Chojecki: fragmenty literackie (1901)
- Z rozmów polańskich (1910)

Przekłady:
- Victor Hugo – Katedra Najświętszéj Panny Paryzkiéj (Notre-Dame-de-Paris) (przekład z 1876)